# تپه صرم
تپه صرم مربوط به هزاره اول قبل از میلاد است و در شهرستان کهک، میان روستاهای صرم و خورآباد واقع شده و این اثر در تاریخ ۲۹ تیر ۱۳۷۸ با شمارهٔ ثبت ۲۳۴۴ به‌عنوان یکی از آثار ملی ایران به ثبت رسیده است.